# مائو، چاد

مائو (به انگلیسی: Mao) شهری در کشور چاد و مرکز منطقه کانم است. این شهر در سال ۲۰۰۷ میلادی ۱۸٬۸۴۹ نفر جمعیت داشته‌است.